# 1922 en dadaïsme et surréalisme
Pour l'année, voir 1922.
 Chronologie de dada et du surréalisme 
- 1918
- 1919
- 1920
- 1921
- 1922
- 1923
- 1924
- 1925
- 1926

Cet article présente les faits marquants de l'année 1922 en dadaïsme et surréalisme.

## Éphémérides

### Janvier
- 1er janvier
André Breton s'installe au 42 rue Fontaine[1], au-dessus de deux cabarets appelés Le Ciel et L'Enfer et en face d'un troisième appelé Le Néant[2]. Simone : « J'habite près de la place Blanche [...] Une pièce de bruit et de lumière, une de silence et d'ombre - on y est bien. Notre amour y cadre et s'y installe. »[3]

- 3 janvier
Breton annonce dans la revue Comœdia l'ouverture pour le mois de mars d'un « Congrès international pour la détermination des directives et la défense de l'esprit moderne » : « Il s'agit avant tout d'opposer à une certaine formule de dévotion au passé - il est question constamment de la nécessité d'un prétendu retour (?) à la tradition - l'expression d'une volonté, qui porte à agir avec le minimum de références, autrement dit, à se placer au départ en dehors du connu et de l'inconnu. »[4]

- 17 janvier
Le comité du Salon des Indépendants dirigé par le peintre Paul Signac refuse deux œuvres de Francis Picabia dont Le Chapeau de paille mais accepte La Danse de Saint-Guy. Protestation de Picabia sous la forme d'un tract qu'il distribue à l'entrée du salon[5].

- Tristan Tzara refuse de participer à ce congrès : « Je préfère me tenir tranquille plutôt que d'encourager une action que je considère comme nuisible à cette recherche du nouveau que j'aime trop, même si elle prend les formes de l'indifférence. » Breton réagit par une malheureuse mise en garde « contre les agissements d'un personnage connu pour le promoteur d'un "mouvement" venu de Zurich qu'il n'est pas utile de désigner autrement. » Paul Eluard, Théodore Fraenkel, Benjamin Péret et Jacques Rigaut, rejoints par Jean Cocteau, soutiennent Tzara contre Breton. Seul Louis Aragon reste fidèle[6].

- Louis Aragon lâche définitivement la médecine. Jacques Doucet l'engage et, avec Breton, ils rassemblent dans la bibliothèque de leur mécène les ouvrages qui ont contribué « à la formation de la mentalité poétique de leur génération. »[7]

### Février
- 17 février
Réunion à la Closerie des Lilas à Paris, initiée et présidée par Erik Satie. Une résolution collective signée, entre autres, par Paul Eluard, Jean Cocteau, Clément Pansaers, Georges Ribemont-Dessaignes, Satie et Tristan Tzara condamne l'attitude hostile d'André Breton envers Tzara[8].

- Jacques Rigaut rédige un texte annonçant la mort de Dada sous la forme d'un fait divers : « On a trouvé hier dans le jardin du Palais-Royal, le cadavre de Dada. On présumait à un suicide (car le malheureux menaçait depuis sa naissance de mettre fin à ses jours) quand André Breton a fait des aveux complets. »[9]

### Mars
- 1er mars

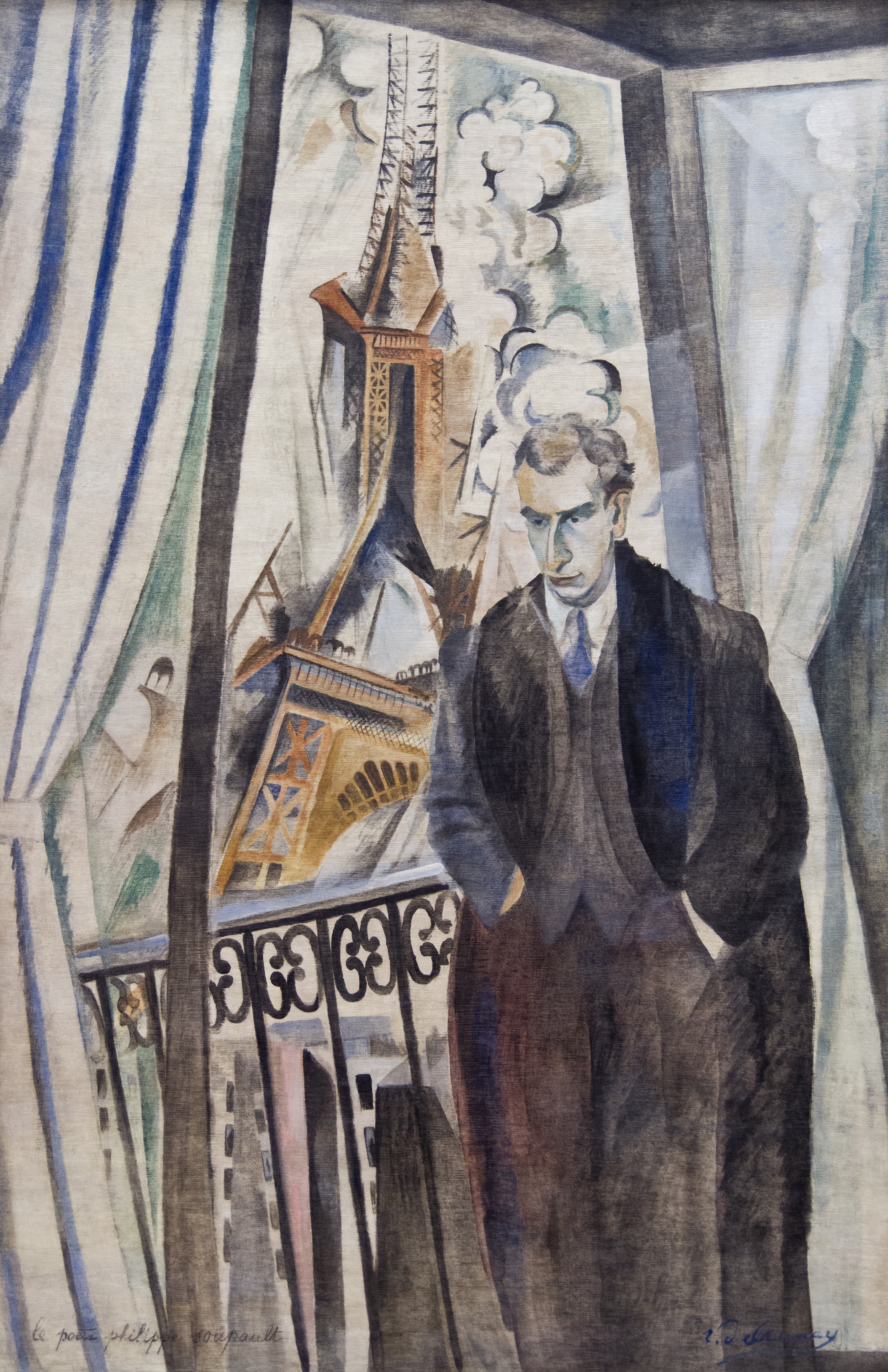
Philippe Soupault par Robert Delaunay

Interrompue depuis le mois d'août 1921, la revue Littérature reparaît sous une nouvelle présentation. André Breton et Philippe Soupault en sont les directeurs[10]. Note de Francis Picabia : « Ne pas s'admirer, ne pas s'enfermer dans l'école révolutionnaire devenue pompier, ne pas admettre de spéculation mercantile, ne pas chercher la gloire officielle, ne s'inspirer que de la vie, n'avoir comme idéal que le mouvement continu de l'intelligence. »[11]

- 2 mars
Breton publie dans Comœdia l'article Après Dada… dans lequel il attaque Tristan Tzara et fixe la mort de Dada aux alentours de mai 1921, c'est-à-dire au moment du Procès Barrès[12].

- 7 mars
Tzara répond à Breton dans les colonnes de Cœmedia : « un jour ou l'autre, on saura que avant dada, après dada, sans dada, envers dada, pour dada, contre dada, avec dada, malgré dada, c'est toujours dada. Mais que cela n'a aucune importance. »[12]

- 18 mars
Paul Eluard, Répétitions, illustré de collages de Max Ernst, édité Au Sans  Pareil[13]

### Avril
- 1er avril
André Breton fait publier dans Littérature, Lâchez tout en réponse à l'article de Tristan Tzara du 7 mars : « Le dadaïsme, comme tant d'autres choses, n'a été pour certains qu'une manière de s'asseoir. »[14]

- Parution du premier numéro de la revue Le Cœur à barbe sous-titré Journal transparent, créée par Tzara avec les collaborations de Paul Eluard, Théodore Fraenkel, Benjamin Péret et Georges Ribemont-Dessaignes[15].

- Robert Desnos s'intègre au groupe de la revue Littérature[16].

### Mai
- 22 mai
À Berlin, parution du premier numéro de la revue Perevoz Dada (Transbordeur Dada) rédigée en langue russe et créée par Serge Charchoune qui attend un visa pour rejoindre la Russie révolutionnaire[17].

- À Cracovie, parution du premier numéro de la revue Zwrotnica (L'Interrupteur)[18].

### Juin
- 25 juin
Paul Eluard, Les Malheurs des immortels, avec des dessins de Max Ernst[19]

- À Berlin, publication du premier numéro de la revue Perevoz Dada (Transbordeur Dada) par Serge Charchoune[20].

- Dans le quatrième numéro de la nouvelle série de la revue Littérature, André Breton, désormais seul directeur de la revue, fait paraître un texte hostile à Tristan Tzara improprement signé Raoul Huelsenbeck (au lieu de Richard Huelsenbeck). Même le mot Dada y est banni[21].

- En Roumanie, parution du premier numéro de la revue Contimporanul (revue d'avant-garde) créée par Ion Vinea[22].

### Juillet
- 22 juillet
Publication dans la revue Vanity Fair à New York de souvenirs de Tristan Tzara quant à la naissance de Dada. Le projet avait été demandé par le couturier et mécène Jacques Doucet[23].

- À l'exposition coloniale de Marseille, Antonin Artaud est impressionné par un spectacle de danses cambodgiennes[24].

- Louis Aragon est à Berlin. Il y écrit Les Plaisirs de la capitale - ses bas-fonds, ses jardins secrets[25].

- À Lyon, parution du premier numéro de la revue Manomètre par Émile Malespine[20].

### Août
- 20 août
Matinée Dada à Zagreb organisée par Dragan Aleksic[20].

- Jacques Doucet propose à André Breton son soutien financier à Littérature et Gaston Gallimard accepte d'en assurer la diffusion. Ces dispositions provoque la rupture avec René Hilsum jusqu'alors éditeur et diffuseur de la revue. De son côté Philippe Soupault abandonne la codirection de la revue en raison de son hostilité envers Francis Picabia dont l'importance grandit aux yeux de Breton[26].

### Septembre
- 25 septembre
À l'initiative de René Crevel débutent les expériences des sommeils hypnotiques chez André Breton : « Après dix jours, les plus blasés, les plus sûrs d'entre nous demeurent confondus, tremblants de reconnaissance et de peur, autant dire ont perdu connaissance devant la merveille. »[26]

- Congrès Constructivisme-dadaïsme à Weimar à l'initiative de Theo van Doesburg qui invite les dadas Hans Arp, Hans Richter et Tristan Tzara ce qui en surprend quelques uns qui ne voient dans le dadaïsme qu' « une force destructrice et déclassée en regard des nouvelles perspectives constructivistes. »[27]

- À Vienne (Autriche), publication du livre Buch neuer Kunstler (Le Livre des nouveaux artistes) avec une préface de Lajos Kassák : « Les dadaïstes affirment le fanatisme de la destruction [...] Et leur travail fut une action des plus révolutionnaires, ils l'accomplirent non pas dans l'intention de vivre dans un monde meilleur, mais parce que la vie dans ce monde dans de telles conditions, ils ne pouvaient plus la supporter. »[20]

### Octobre
- 30 octobre
Lettre de Tristan Tzara à Jacques Doucet : « J'étais en correspondance avec A. Savinio qui vivait à ce moment avec son frère G. De Chirico à Ferrare. Par lui, mon adresse se répandit en Italie comme une maladie contagieuse. Je fus bombardé de lettres de toutes les contrées d'Italie. Presque toutes commençaient avec « caro amico » mais la plupart de mes correspondants me nommaient « carissimo e illustrissimo poeta ». Cela me décida vite de rompre les relations avec ce peuple trop enthousiaste. »[28]

- Bien qu'il se juge « impropre à de telles manifestations », Robert Desnos participe aux expériences de sommeils hypnotiques. Dans une lettre à Denise Lévy, Simone Breton témoigne : « Desnos apporte, endormi, un ton de prophète qui énonce dans un style mystérieux, symbolique, des choses mieux que la vérité si elles ne sont pas la vérité. Ce n'est pas une femme nerveuse qui parle, mais un poète imprégné de tout ce que nous aimons et croyons s'approcher du fin mot de la vie. »
Desnos dessine, peint et dicte des jeux de mots, des à-peu-près et autres homophonies autour du nom de Rrose Sélavy[29] par communication « télépathique » avec Marcel Duchamp qui est à New York[30].

### Novembre
- 7 novembre
André Breton et Simone sont à Barcelone pour une exposition consacrée à Francis Picabia[26].

- 17 novembre
Breton prononce une conférence intitulée Caractère de l'évolution moderne et de ce qui y participe[26] : « J'estime que le cubisme, le futurisme et Dada ne sont pas, à tout prendre, trois mouvements distincts et que tous trois participent d'un mouvement plus général dont nous ne connaissons encore précisément ni le sens ni l'amplitude. C'est la première fois peut-être que s'impose si fort en art un certain côté hors-la-loi que nous ne perdrons pas de vue en avançant Dada, sa négation insolente, son égalitarisme vexant, le caractère anarchique de sa protestation, son goût du scandale pour le scandale, enfin, toute son allure offensive, je n'ai pas besoin de vous dire de quel cœur longtemps j'y ai souscrit. Il n'y a qu'une chose qui puisse nous permettre de sortir, momentanément au moins, de cette affreuse cage dans laquelle nous nous débattons et ce quelque chose c'est la révolution, une révolution quelconque, aussi sanglante qu'on voudra, que j'appelle encore aujourd'hui de toutes mes forces. Tant pis si Dada n'a pas été cela, car vous comprenez bien que le reste m'importe peu. Il ne serait pas mauvais qu'on rétablît pour l'esprit les lois de la Terreur. »

### Décembre
- 11 décembre
L'adaptation théâtrale du roman de Raymond Roussel Locus Solus est sifflée par le public et défendue par les surréalistes[26].

### Cette année-là
- Dragan Aleksitch créé, à Zagreb, deux revues Dada Jazz (début 1922) et Dada-Tank (fin 1922)[31].

- Antonin Artaud rencontre Daniel-Henry Kahnweiler qui lui propose un contrat pour un recueil de huit poèmes avec un frontispice du peintre Élie Lascaux. Il rencontre André Masson dans son atelier de la rue Blomet, à Paris, ainsi que Jean Dubuffet, Michel Leiris, Georges Limbour et Joan Miró installé dans un atelier mitoyen[32].

- À Reims, autour de trois lycéens, René Daumal, Roger Gilbert-Lecomte et Roger Vailland se forme un petit groupe à vocation initiatique appelé les Phrères simplistes[33].

- Alberto Giacometti s'installe à Paris et fréquente l'Académie de la Grande Chaumière[34].

- Jefim Golyscheff quitte Dada et se rapproche de Walter Gropius fondateur du Bauhaus[35].

- Francis Picabia revient à Barcelone et expose ses dernières œuvres dans la galerie de l'antiquaire Josep Dalmau[36].

### Œuvres
- Louis Aragon
  - Les Aventures de Télémaque, avec un portrait de l'auteur réalisé par le peintre Robert Delaunay[37]
- Jean Arp
  - La Planche à œufs, relief en bois peint[38]
- André Breton
  - Lâchez tout : « Lâchez votre femme, lâchez votre maîtresse. Lâchez vos espérances et vos craintes. Semez vos enfants au coin d'un bois. Lâchez la proie pour l'ombre. Lâchez au besoin une vie aisée, ce qu'on vous donne pour une situation d'avenir. Partez sur les routes. »[39]
- Serge Charchoune
  - Dadaizm, kompilacija, anthologie en langue russe de poésie Dada allemande, française et russe, éditée à Berlin[40]
- Franciska Clausen
  - Stigen, huile sur panneau[41]
- Giorgio De Chirico
  - Le Fils prodigue, huile sur toile[42]
- Joseph Delteil
  - Sur le fleuve Amour, roman. Commentaire d'André Breton : « Ce roman nous dédommage de tant de diables au corps. »
- Paul Dermée
  - Le Volant d'Artimon, poèmes. Bois de Louis Marcoussis, éditeur J. Povolozky à Paris[43]
- Marcel Duchamp
  - La Bagarre d'Austerlitz, objet : fenêtre miniature[44]
- Paul Eluard
  - Les Malheurs des immortels, avec dessins-collages de Max Ernst, édité par la Librairie Six à Paris[45]
  - Répétitions, avec collages de Max Ernst[46]
- Max Ernst
  - Au rendez-vous des amis, tableau qui regroupe René Crevel, Philippe Soupault, Jean Arp, Ernst, Max Morise, Fiodor Dostoïevski, Rafaele Sanzio, Théodore Fraenkel, Paul Eluard, Jean Paulhan, Benjamin Péret, Louis Aragon, André Breton, Johannes Baargeld, Giorgio De Chirico, Gala, Robert Desnos[47]
  - La Chute de l'ange, huile sur toile[48]
  - Dada, huile sur toile[49]
  - Œdipus rex, huile sur toile[50]
- Elsa von Freytag-Loringhoven
  - Portrait de Marcel Duchamp, objet : verre, plumes, tissu, métal[51]
- Marcel Janco
  - Rythme, huile sur toile[52]
- René Magritte & Victor Servranckx
  - Manifeste de l'art pur[53]
- Pierre de Massot
  - Essai de critique théâtrales, texte et collages, préface de Francis Picabia, portrait de l'auteur par Pablo Picasso, édité par l'imprimerie Ravilly à Paris[43]
- Joan Miró
  - La Ferme, huile sur toile[54]
- Tomoyoshi Murayama
  - Portrait d'une jeune fille juive, huile et technique mixte sur toile[55]
- Francis Picabia
  - Chapeau de paille, collage de deux étiquettes et inscription « M… pour celui qui le regarde ! » (tableau refusé au Salon des Indépendants)[56]
  - Décaveuse, aquarelle sur carton[57]
  - La Feuille de vigne, Ripolin sur toile[58]
  - La Nuit espagnole, Ripolin sur toile[59]
  - Pompe à combustible, encre sur papier[60]
- Man Ray
  - Champs délicieux, album de rayographes, préfacé par Tristan Tzara : « Une éclipse tourne autour de la perdrix, est-ce un étui de cigarettes ? Le photographe tourne la broche des pensées au crépitement de lune mal graissée. »[61]
  - La Marquise Casati, photographie noir et blanc[62]
- Georg Scholz
  - Kriegerverein, huile sur toile[63]
- Kurt Schwitters
  - Merz 394 Pinakothek[64]
  - Merz 458, Wriedt, collage[65]
- Kurt Schwitters & Theo Van Doesburg
  - Kleine Dada soirée, affiche, collage[66]
  - Zuban Merz 366, collage[67]
- Philippe Soupault
  - Westwego, recueil de poèmes écrits entre 1917 et 1922 édité par la Librairie Six à Paris[68] : « Je me promenais à Londres un été / les pieds brûlants et le cœur dans les yeux / près des murs noirs près des murs rouges / près des grands docks / où les policemen géants / sont piqués comme des points d'interrogation. »